# Scrapbooking
 (décembre 2015).
Si vous disposez d'ouvrages ou d'articles de référence ou si vous connaissez des sites web de qualité traitant du thème abordé ici, merci de compléter l'article en donnant les références utiles à sa vérifiabilité et en les liant à la section « Notes et références ».

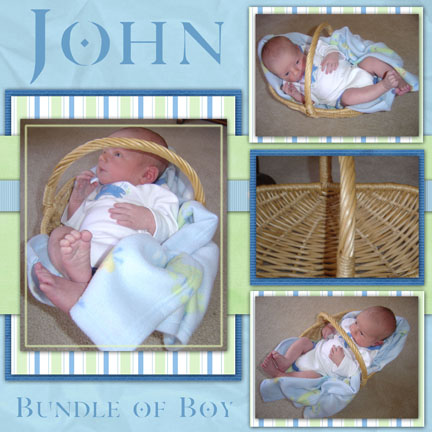
Page de scrap.

Le scrapbooking, ou créacollage, collimage (francisations principalement utilisées au Québec), est une forme de loisir créatif consistant à introduire des photographies dans un décor en rapport avec le thème abordé, dans le but de les mettre en valeur par une présentation plus originale qu'un simple album photo. Pour cela, de nombreuses techniques de scrapbooking existent, telles que le serendipity, le tag, l'iris folding, le spirella, etc. Les pratiquants et adeptes de cette pratique s'appellent des « scrapeurs » ou des « créacolleurs » ou encore « collimagistes », termes plus souvent répandus en français québécois.
Le format habituel d'une page de scrapbooking est de 30 × 30 cm. Toutefois, tous les formats de page et d'album sont autorisés au gré de l'imagination et du matériel à la disposition de chacun.
Une page comporte généralement un titre, un journaling, la date et le nom des personnes présentes sur les photos.
Le scrapbooking est à la fois un loisir créatif, une forme d'art décoratif, et l'occasion de coucher sur le papier, au travers des photos et des commentaires, l'histoire d'une famille.

## Néologie francophone
Au printemps 2007, l'Office québécois de la langue française (OQLF) a publié les résultats d’un concours invitant la population québécoise à trouver un équivalent français au terme anglais scrapbooking. C’est le terme « collimage » (mot-valise formé de « coller » et « images ») qui a obtenu la faveur du public. Néanmoins, s'il est attesté au Québec, ce néologisme n'est pas entré dans l'usage courant francophone pour le moment.

## Origine
La transmission des événements passés, des traditions et des anecdotes aux nouvelles générations par les anciennes a utilisé plusieurs formes de support au cours du temps. Le créacollage peut être considéré comme la combinaison de la peinture et de la photographie. Celui-ci permet donc de mettre en scène des souvenirs. Il a beaucoup évolué depuis son invention grâce notamment à de nouveaux matériaux tels que le plastique.
Ce loisir créatif (aussi appelé Rubons) existe aux États-Unis depuis les années 1800 et était connu en France sous des appellations diverses (collage, patchwork, artisanat du livre). Tombé en désuétude, il revient en France en 1999. Il connaît un très fort essor, comme en témoigne la croissance du nombre de sites de vente en ligne de matériel de créacollage.
De nos jours, le scrapbooking connaît un fort regain d'intérêt avec l'apparition du Project Life, concept porté par l'Américaine Becky Higgins et qui trouve de nombreux adeptes en Europe ; c'est une nouvelle façon de documenter sa vie quotidienne et de raconter son histoire familiale. Le support le plus courant est un grand classeur à anneaux, où s'articulent différentes pages à pochettes en plastique (de taille 12 × 12 pouces soit 30 × 30 cm) et dans lesquelles on glisse tour à tour les photos de la vie de tous les jours et des grands événements, des éléments décorés/scrappés et des textes et journalings. Ce mode de scrapbooking est facilité par la prise quotidienne et enthousiaste de photographies, notamment avec les smartphones, appareils photo-numériques, tablettes... et le développement d'applications, telles Instagram ou A Beautiful Mess, ou de challenges de type A Photo A Day.

## Un loisir en développement et un marché économique significatif
Le scrapbooking est aux États-Unis un loisir créatif essentiellement féminin, avec selon les éditeurs spécialisés 98 % de pratiquantes.
Issu du mouvement favorisant le do it yourself, il est pourtant à l'origine d'un marché florissant, qui est passé aux États-Unis de 1,4 milliard de dollars en 2005 à 2,4 milliards l'année suivante, avec des pratiquants dans 12 % des foyers américains.

## Médias utilisés

### Magazines
Parmi les magazines de référence consacrés au scrapbooking, citons :
- Idées de Scrap, le premier magazine de scrapbooking en France, maintenant disparu.
- Esprit Scrap, le magazine français de scrapbooking qui suit toutes les tendances ; trimestriel, existe en version numérique, maintenant disparu
- Scrap Magazine ex-Histoires de Pages, le magazine des albums photos créatifs ; existe aussi en version numérique ; maintenant disparu.
- Passion Scrapbooking, le seul magazine de scrapbooking en français à présenter les styles européens et américains.
- {entreARTistes}magazine : se démarque par son approche plus artistique du Scrapbooking & du Mixed Media ; maintenant disparu.
- Scrapbook Inspirations, magazine anglais et français.
- Le ptit écho du scrap, ancien magazine en ligne gratuit.
- Scrapea, magazine en ligne gratuit publié par l'Atelier du Scrap, aujourd'hui disparu.
- Moments Scrap[booking] : présente une diversité de techniques.
- Scrap&Moi Magazine : 68 pages de techniques expliquées et d'actualités sur le sujet.
- [C]lean [M]ag : webzine gratuit consacré uniquement au style Clean and Simple, maintenant disparu.

### Livres
La collection ScrapAttitude des éditions CréaPassions se propose d'inciter ses lecteurs à parfaire leurs connaissances en scrapbooking. Déclinés par technique (héritage, mini albums, mixed media, embellissements, tampons, couture...), ces livres couvrent les domaines du scrap numérique, des embellissements, des mini albums, des tampons, du mixed media, de l'art postal, des cadres, des encres...
La collection Histoires de Pages a été lancée en octobre 2002, soit deux ans avant le magazine. Les trois premiers livres, écrits par les pionnières du créacollage en France, Marie-Dominique Gambini et Valérie Caudrelier, sont des outils destinés aux personnes qui se lancent dans le scrapbooking.
En octobre 2011, est paru Le Dictionnaire du scrapbooking aux éditions Tutti Frutti. Ce livre, co-écrit et illustré par Hari Meynard et Véronique Alber-Latour, passe en revue tout le vocabulaire du monde du scrapbooking, des outils aux techniques, en passant par des astuces, des exemples et des conseils très variés.

### Logiciels
On peut faire du scrapbooking digital avec un logiciel de dessin ou d'édition d'images, mais l'utilisation de ces derniers demande un apprentissage. Les logiciels dédiés au scrapbooking sont plus appropriés car ils ont été conçus pour le grand public et spécifiquement pour le scrapbooking digital. Parmi les outils à disposition, on peut citer Scrapbook MAX, Studio-Scrap, etc.
La tablette tactile Samsung Galaxy Note 10.1 et la phablette Samsung Galaxy Note II ont un système particulièrement étudié pour le scrapbooking, avec des fonctions de découpage de n'importe quelle partie de l'écran et de recopiage dans des pages avec des fonds prédéfinis, une gestion des clips arts, la possibilité d'écrire et dessiner avec le stylet et de transformer le dessin en forme géométriques régulières ou écriture en caractères utilisant les polices de son choix.
Les détracteurs du scrapbooking par ordinateur le jugent dénaturé, perdant le contact avec la matière et ôtant tout jeu sur les textures, tandis que ses défenseurs mettent en avant un accès plus aisé, un coût réduit et un nombre infini de possibilités même sans disposer ni de matériel ni de matières premières.

### Manifestations, ateliers et tables de scrap
Les ateliers de scrap ou tables de scrap permettent les rencontres entre les scrappeurs ou créacolleurs, le partage de techniques et surtout de matériel.
Certaines associations municipales, mais aussi certaines marques favorisent ces rencontres. Des ateliers « découverte » permettent à tout débutant de découvrir par groupe de 5 ou 6 personnes les techniques de scrapbooking, les différents styles existants : européen, mais aussi américain, Clean & Simple (C&S), freestyle (libre), héritage, vintage, mixed media...
Des ateliers « pas-à-pas » proposent de se spécialiser dans une technique particulière (les encres, les titres, les découpages...) comme c'est le cas avec Stampin'Up qui propose un grand catalogue de tampons et d'encres notamment. De nombreuses boutiques spécialisées dans la vente de matériel de scrapbooking proposent des cours, des ateliers, des tutoriels sur leur chaine Youtube et leur blog.
De nombreux magasins et associations proposent maintenant des ateliers, ou des week-ends entiers, appelé Crop, au cours duquel un kit est fourni à chaque participant, et un animateur propose la confection d'un mini-album, d'une page, d'un objet, etc. alliant techniques et savoir-faire.
Le créacollage donne lieu à de nombreuses manifestations, appelées des crop, notamment dans les magasins spécialisés qui proposent ateliers, cours et stages mais aussi dans les associations. Il fait également l'objet d'expositions publiques comme le Salon des Ateliers Créatifs qui a eu lieu au parc des expositions de Cergy-Pontoise en novembre 2006.

## Salons
Les principaux salons de loisirs créatifs en France et Belgique sont Créativa, Déco et Création, Scrap'Ain et les Autres, Gard au Scrap, Salon des Ateliers Créatifs, Plaisirs Créatifs, Créations & Savoir Faire, Version Scrap, Paper and Co Show, Eurocrop (Bruxelles).
Aux États-Unis, un grand salon réservé aux professionnels se déroule deux fois par an pour présenter les nouvelles tendances et les produits qui seront prochainement commercialisés : le CHA (The Craft & Hobby Association).

## Blogs et galerie d'exposition
Le scrapbooking s'expose sur le web via les blogs ainsi que sur les forums. De nombreux collimagistes font ainsi partager leur passion, leurs créations et astuces.

## Kits de scrapbooking

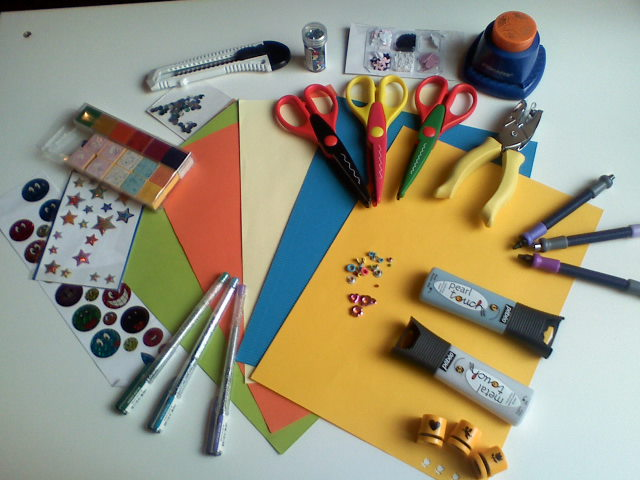
Matériel de scrapbooking.

De nombreux sites proposent des kits de scrapbooking qui permettent la réalisation d'un projet de A à Z. Un kit de scrapbooking est un ensemble de papiers et d'embellissements comme des stickers, des fleurs ou des autocollants, qui sont assortis et qui permettent de créer un projet original comme des pages simples ou des mini-albums plus complexes. Aujourd'hui, les scrappeurs peuvent s'abonner à des kits mensuels, des ateliers en lignes, des sessions de challenges ou des stages numériques durant une période déterminée.
On trouve également beaucoup de boutiques sur Internet qui proposent des kits de digiscrapbooking (scrapbooking numérique) constitués de papiers et d'embellissements sous forme numérique qu'il est possible de retoucher avec un logiciel de retouche photo.

## Glossaire
Cette liste explicite quelques termes propres au jargon du scrapbooking
- serendipity : technique qui consiste à réaliser des embellissements à partir de chutes de papier ;
- digiscrapbooking ou digicollimage : scrapbooking numérique qui, comme son nom l'indique, consiste à faire du scrapbooking avec du matériel numérique (des images de format JPG ou PNG par exemple). Ces pages sont créées grâce à un logiciel de retouche photo ou de mise en page, il en existe beaucoup et les possibilités avec cette méthode sont démultipliées. En effet, contrairement à un papier, une image peut être découpée, déchirée, trouée à l'infini. Tout peut être dimensionné à volonté ;
- journaling : citation ou phrase simple concernant la page de scrapbook/texte plus complexe et plus ou moins long qui raconte une histoire, un événement, dans la création de scrapbooking ;
- embossage à chaud : technique qui consiste à donner du relief à un tampon grâce à une poudre spéciale chauffée à l'aide d'un pistolet chauffant dit heat gun.